# Tomáš Gerát
Tomáš Gerát (ur. 16 maja 1993 w Chlebnicach) – słowacki piłkarz występujący na pozycji środkowego pomocnika w słowackim klubie Tatran Liptowski Mikułasz. Wychowanek MFK Ružomberok. W swojej karierze grał w MFK Ružomberok, DAC Dunajská Streda, MŠK Námestovo, MŠK Rimavská Sobota oraz Železiarne Podbrezová.